# پنیستون
latitudeپنیستونlongitudeپنیستون
پنیستون (به انگلیسی: Penistone) یک شهرک در بریتانیا است که در انگلستان واقع شده‌است.

## خصوصیات
پنیستون ۱۰٬۱۰۱ نفر جمعیت دارد.